# 中村利雄
中村 利雄（なかむら としお、1946年7月22日 - ）は、日本の元経産官僚。中小企業庁長官、2005年日本国際博覧会協会事務総長、日本商工会議所専務理事、イベント学会会長などを歴任。

## 人物・来歴
愛知県名古屋市出身。1965年、愛知県立瑞陵高等学校卒業。1970年に名古屋大学法学部法律学科を卒業し、同年通商産業省に入省。米国シカゴや鹿児島県庁での勤務等を経て、1995年大臣官房会計課長。1996年資源エネルギー庁石炭部長、1997年中小企業庁次長、1998年大臣官房総務審議官（現・総括審議官）、1999年貿易局長。2000年中小企業庁長官に就任し、2001年7月経済産業省を退官した。通産省及び経産省において、名古屋大学出身者が局長ポストに就いたのは、中村が初めてである。
損保ジャパンの顧問を約1年務めた後、2002年9月、博覧会協会の副事務総長に就任。2003年10月には、副会長に昇格した同じく経産省出身の坂本春生の後を継ぐ形で、同協会事務総長に就任。以後、愛・地球博（愛知万博）の閉幕に至るまで、準備・運営全般の陣頭指揮を執る。
政官財への幅広い人脈と手堅い実務手腕を駆使する中村の下で、開催予定地をめぐる環境問題や事業企画・財務の手詰まり感、愛知県を始めとする地元自治体との不協和音などの諸懸案が一つ一つ解消され、出身の経産省の積極的なてこ入れもあって、博覧会の準備は開幕に向けて急速に進展し始める。なお、サハリンで発見された冷凍マンモスを博覧会の目玉とすべく、中村自らがロシアを度々訪問して直接交渉を行い、世界初となるマンモスの展示が実現した。
博覧会は2005年3月に開幕。当初は会場への交通アクセスの混乱や、弁当持ち込みの可否など数々な問題が生じ、来場者の出足も低調であったが、中村は「日々改善」を謳い文句にして低姿勢での会場運営に徹し、会期中盤から来場者数が日々大幅に伸長。総来場者数は、1500万人を当初目標としていたところ、最終的に予想を大幅に上回る2205万人となった。また、会期中のテロや大規模災害の発生なども懸念されていたが、結果的には大きな事故や犯罪が一切発生することなく会期を終えた。
博覧会での功績が広く評価され、地元出身の中村を2007年愛知県知事選挙の有力候補者とみなす向きもあったが、中村は出馬することなく、博覧会協会の事業を承継した財団法人地球産業文化研究所の理事を経て、2007年10月、日本商工会議所の専務理事に就任し、2015年11月、退任、同顧問。2016年公益財団法人全国中小企業取引振興協会（現公益財団法人全国中小企業振興機関協会）会長。2018年春の叙勲で瑞宝重光章を受章。2019年イベント学会会長。

## 同期
通産省同期入省には、原田義昭、林良造（東京大学公共政策大学院教授、元経済産業政策局長）、根津利三郎、岡本巌（JBIC理事、元資源エネルギー庁長官）、越智謙二（日本電子計算機社長）、菅野利徳（日本割賦保証社長）、石海行雄（情報技術コンソーシアム社長）、上田全宏（元国土庁長官官房審議官、日本品質保証機構理事長）など